# The Lone Wolf Returns (film, 1926)

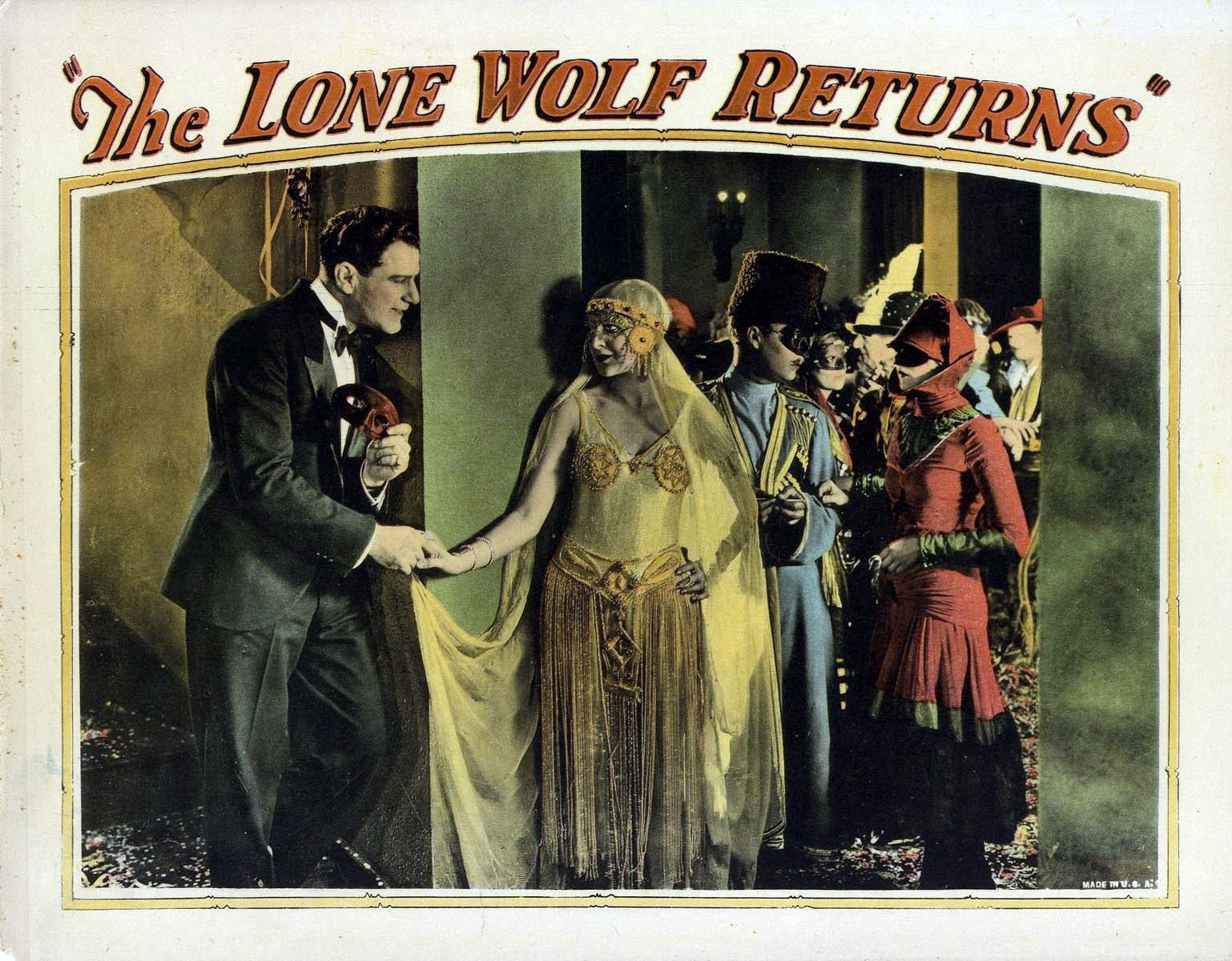
Carte promotionnelle du film.

Pour les articles homonymes, voir The Lone Wolf.
The Lone Wolf Returns est un film américain réalisé par Ralph Ince et sorti en 1926.

## Synopsis
Un gentleman cambrioleur solitaire a une réunion intime avec une dame lors d'un bal masqué et aide plus tard la police en traduisant en justice une bande d'escrocs...

## Fiche technique
- Réalisation : Ralph Ince
- Scénario : J. Grubb Alexander, d'après le roman de 1923 The Lone Wolf Returns de Louis Joseph Vance[1].
- Photographie : J.O. Taylor
- Production : Columbia Pictures
- Distribution : Columbia Pictures
- Durée : 6 bobines
- Date de sortie : 15 août 1926

## Distribution
- Bert Lytell : Michael Lanyard
- Billie Dove : Marcia Mayfair
- Freeman Wood : Mallison
- Gustav von Seyffertitz : Morphew
- Gwen Lee : Liane De Lorme
- Alphonse Ethier : Crane